# David Jens Adler
David Jens Adler (født 22. december 1936, død 2018) var en dansk politolog, journalist og forfatter, der fra 1967 til 1970 var ansvarshavende chefredaktør for Dagbladet Information.
David Jens Adler var fra begyndelsen af 1960'erne skribent på Information, hvor han i 1967 blev chefredaktør. I efteråret 1968 var avisen tættere på økonomisk kollaps end nogensinde. Da bladets reelle ejer, forlægger Palle Fogtdal, lagde 800.000 kroner på bordet sammen med en plan om at gøre avisen til et ugemagasin, takkede Adler dog nej. Palle Fotgtdal kvitterede med at fyre Adler, men trak efter medarbejdernes protester fyringen tilbage. Løsningen blev i stedet, at alle ansatte blev medejere. Medarbejderforeningen overtog følgelig Palle Fogtdals aktionærpost.
David Jens Adler fortsatte som udenrigsredaktør på B.T., og han var i 1990'erne og 2000'erne avisens Bruxelles-korrespondent. Gennem en årrække var han desuden tillidsmand på B.T., ligesom han var medlem af Cavling-komiteen.
Han skrev desuden flere bøger om blandt andet kemi, nedrustning og Kjeld Abell.